# گرومکس
گرومکس (Gromacs): ماشین گرونینگن برای شبیه‌سازی‌های شیمیایی (Groningen Machine for Chemical Simulations)
گرومکس یک مجموعه دینامیک مولکولی است که عمدتاً برای شبیه‌سازی پروتئین‌ها، چربی‌ها و اسیدهای نوکلئیک طراحی شده است. در ابتدا در گروه شیمی فیزیک دانشگاه گرونینگن پایه‌گذاری شد و در حال حاضر توسط همکاران در دانشگاه‌ها و مراکز تحقیقاتی سراسر جهان در حال توسعه است.[۲][۱]
گرومکس یکی از سریع‌ترین و محبوب‌ترین بسته‌های نرم‌افزاری موجود است. این نرم‌افزار می‌تواند روی واحد پردازش مرکزی (CPU) و واحد پردازش گرافیکی (GPU)اجرا شود. گرومکس یک نرم‌افزار متن باز رایگان است که تحت مجوز عمومی همگانی گنو (GPL) منتشر شده است و شروع آن با نسخه ۴٫۶ تحت مجوز کمتر فراگیر همگانی گنو (LGPL)بوده است.